# Allium cyathophorum
Allium cyathophorum — вид рослин з родини амарилісових (Amaryllidaceae); ендемік Китаю.

## Опис
Коріння досить довге, товсте. Цибулина поодинока або скупчена, циліндрична; оболонка сірувато-коричнева. Листки лінійні, як правило, коротші від стеблини, 2–5 мм, серединна жилка чітка. Стеблина 13–15 см, циліндрична, зазвичай двокутна, вкрита листовими піхвами лише в основі. Зонтик напівсферичний, нещільний. Оцвітина від пурпурової до темно-пурпурової; сегменти еліптичні-довгасті, 7–9 × 3–4 мм; внутрішні трохи довші, ніж зовнішні. Період цвітіння й плодоношення: червень — серпень.

## Поширення
Ендемік Китаю — Ганьсу, Цінхай, Сичуань, Тибет, Юньнань.
Населяє схили, луки, щілини скель; 2700–4600 м